# Adenocarpus complicatus
Adenocarpus complicatus (L.) J.Gay, 1836 è una pianta della famiglia delle Fabacee, diffusa nel bacino del Mediterraneo.

## Tassonomia
Sono note le seguenti sottospecie:
- Adenocarpus complicatus subsp. complicatus
- Adenocarpus complicatus subsp. aureus (Cav.) Vicioso
- Adenocarpus complicatus subsp. bivonae (C.Presl) Peruzzi
- Adenocarpus complicatus subsp. bracteatus (Font Quer & Pau) Talavera & P.E.Gibbs
- Adenocarpus complicatus subsp. brutius (Brullo, De Marco & Siracusa) Peruzzi & Bernardo
- Adenocarpus complicatus subsp. lainzii Castrov.
- Adenocarpus complicatus subsp. nainii (Maire) P.E.Gibbs
- Adenocarpus complicatus subsp. samniticus (Brullo, De Marco & Siracusa) Peruzzi
- Adenocarpus complicatus subsp. tenoreanus (Brullo, Gangale & Uzunov) Peruzzi & Bernardo